# Kasba (Purnia)
Kasba é um cidade no distrito de Purnia, no estado indiano de Bihar.

## Demografia
Segundo o censo de 2001,  Kasba  tinha uma população de 25.522 habitantes. Os indivíduos do sexo masculino constituem 53% da população e os do sexo feminino 47%. Kasba tem uma taxa de literacia de 49%, inferior à média nacional de 59.5%: a literacia no sexo masculino é de 57% e no sexo feminino é de 41%. Em Kasba, 18% da população está abaixo dos 6 anos de idade.